# Asperge verte de Lauris
L’asperge verte de Lauris est un cultivar d'asperge, dite hâtive, dont la production est concentrée au sud du massif du Luberon, entre Lauris et Cavaillon.

## Historique
C’est dans les années 1850, qu’Alexandre-Étienne Grangier, venant de Robion, épousa Marie Gavaudan, une jeune fille de Lauris. Un mariage banal, mais ces épousailles allaient permettre l'installation à Lauris d'un spécialistes des asperges qui, jusque-là, exerçait dans la périphérie de Cavaillon. Ce fut une réussite tant par la quantité récoltée que par la qualité obtenue. « Encouragé par le succès, il développa ses cultures et fit venir des turions comme jamais vus. La raison de cette réussite était que les terrains d'alluvions  bordant la Durance se prêtaient admirablement à l'asparagiculture. ».
|  |  |

La différence entre l'asperge verte et l'asperge blanche vient du forçage et de la privation de la lumière. Cette technique était maîtrisée en France à partir de 1830 et popularisée dans la vallée de la Durance dans les années 1880. En pleine Belle Époque, ce type de production qui arrivait rapidement par chemin de fer aux Halles de Paris, conquit les chefs des plus grands restaurants.
Dès 1910, il mit en place un système de culture sous châssis de verre chauffées par des chaudières à charbon dont les tuyauteries étaient prévues pour chauffer les asperges sous terre. Cela permettait une récolte pour Noël, après la première chauffe, la deuxième chauffe étant début février. Des wagons entiers partaient tous les jours de la gare de Lauris pour alimenter les marchés extérieurs. Mais le prix du charbon et celui de la main-d'œuvre - il payait 10 sous par nuit des ouvriers pour alimenter les chaudières en charbon en permanence - lui firent rapidement abandonner cette méthode culturale au cours de la Première Guerre mondiale. Alexandre Grangier mourut à Lauris le 27 octobre 1917.
Après 1918, l'asparagiculture de Lauris déclina (terre usée, apparition de vers ravageurs). Les envois à Paris par la gare de Cavaillon passèrent de plusieurs wagons/jours au début du XXe siècle à quelques centaines de kilos au cours des années précédant la Seconde Guerre mondiale. Elles furent pourtant au menu du dîner offert par Albert Lebrun, résident de la République française au roi Georges VI d’Angleterre, au cours d’un voyage que celui-ci fit à Paris, peu avant la guerre de 1939. Même si cette culture était en grand déclin, tous se souvenaient de la richesse qu'avait apporté Alexandre-Étienne Grangier au pays. Dans sa séance du 21 février 1936, le conseil municipal de Lauris examina une proposition de plaque commémorative à apposer sur les murs de la maison  que le couple avait habité. Ce projet ne fut réalisé qu'après la guerre. 
Après celle-ci, l'exportation reprit sur Londres, par train. Pour accélérer la rotation les membres du syndicat décidèrent de conduire leurs asperges à l'aéroport de Marignane, tous les soirs, pour les faire partir par avion. Ce cultivar resta cultivé sous châssis jusque dans les années 1950. Cette pratique très onéreuse laissa place à la plasticulture où les plants sont couverts de bâches plastiques noires. L'asperge verte de Lauris put dès lors reconquérir ses marchés.

## Production
Aujourd'hui, en dépit de la concurrence du Gard et de l'Hérault, ce sont 6 000 tonnes qui sont toujours produites sur la rive droite de la Durance. Cette production place la région Provence-Alpes-Côte d'Azur au troisième rang en France avec 12 % du tonnage.

## Consommation

Mets à base d'asperges de Lauris
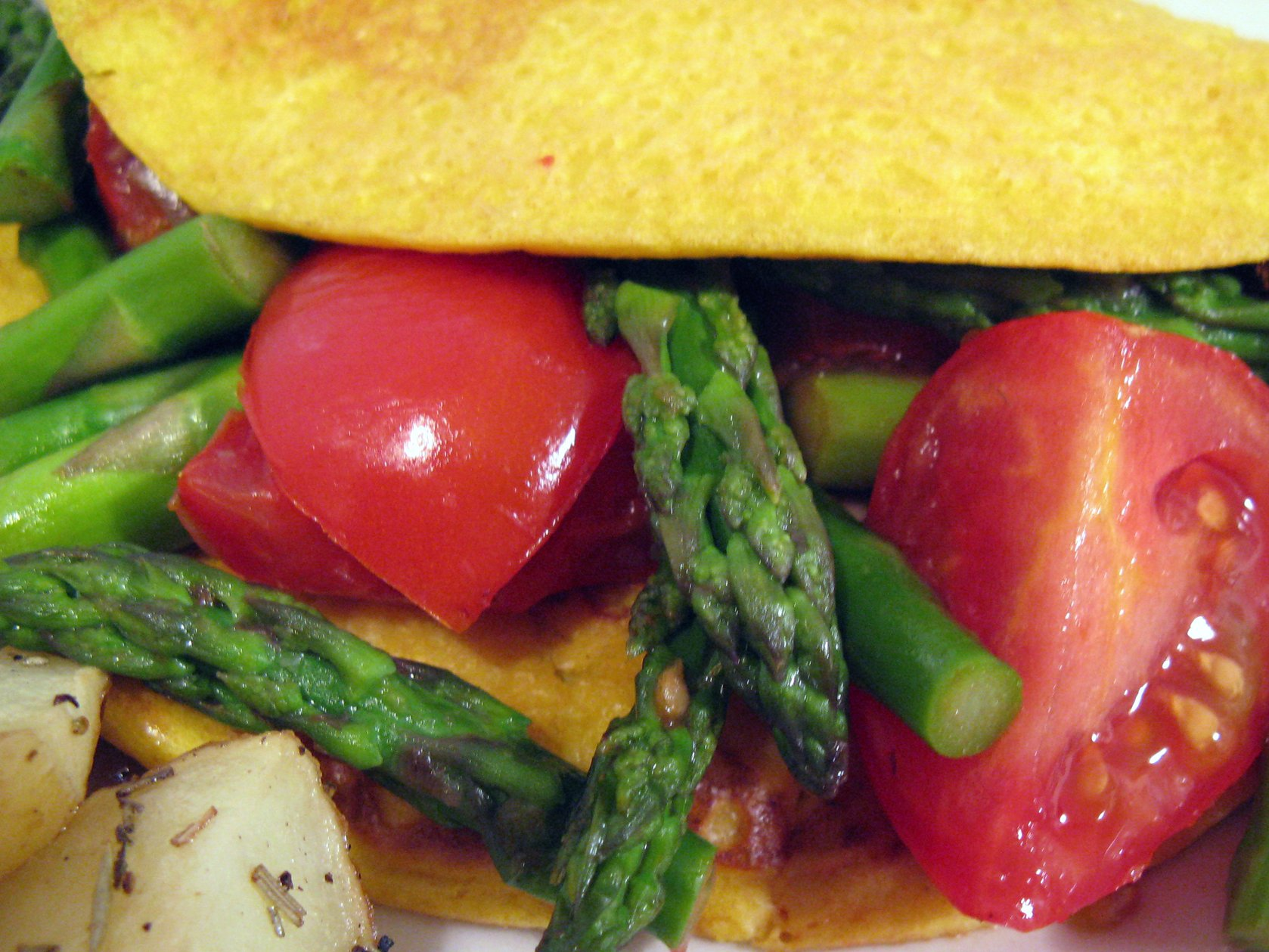
Omelette provençale aux asperges
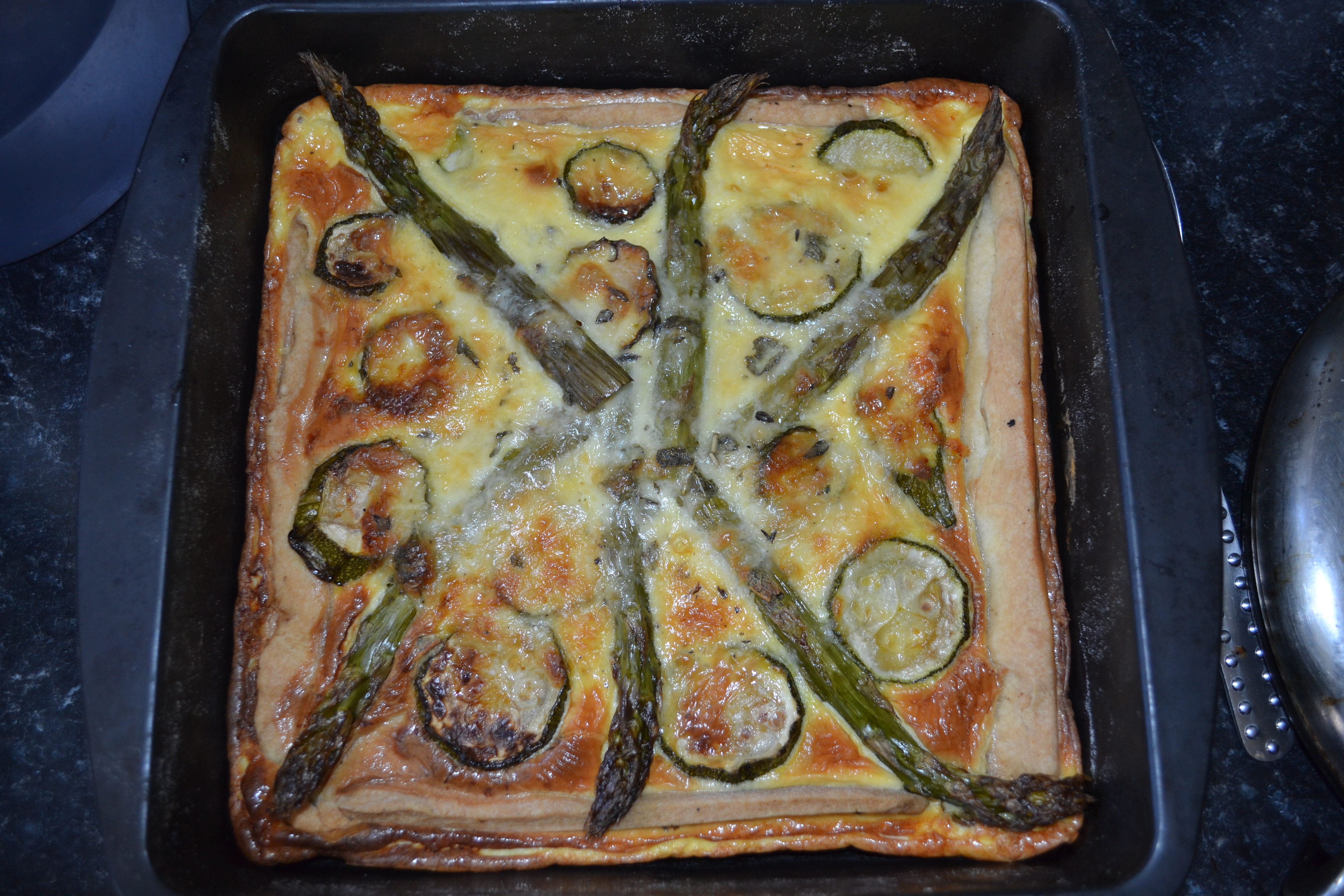
Tian de courgettes et d'asperges
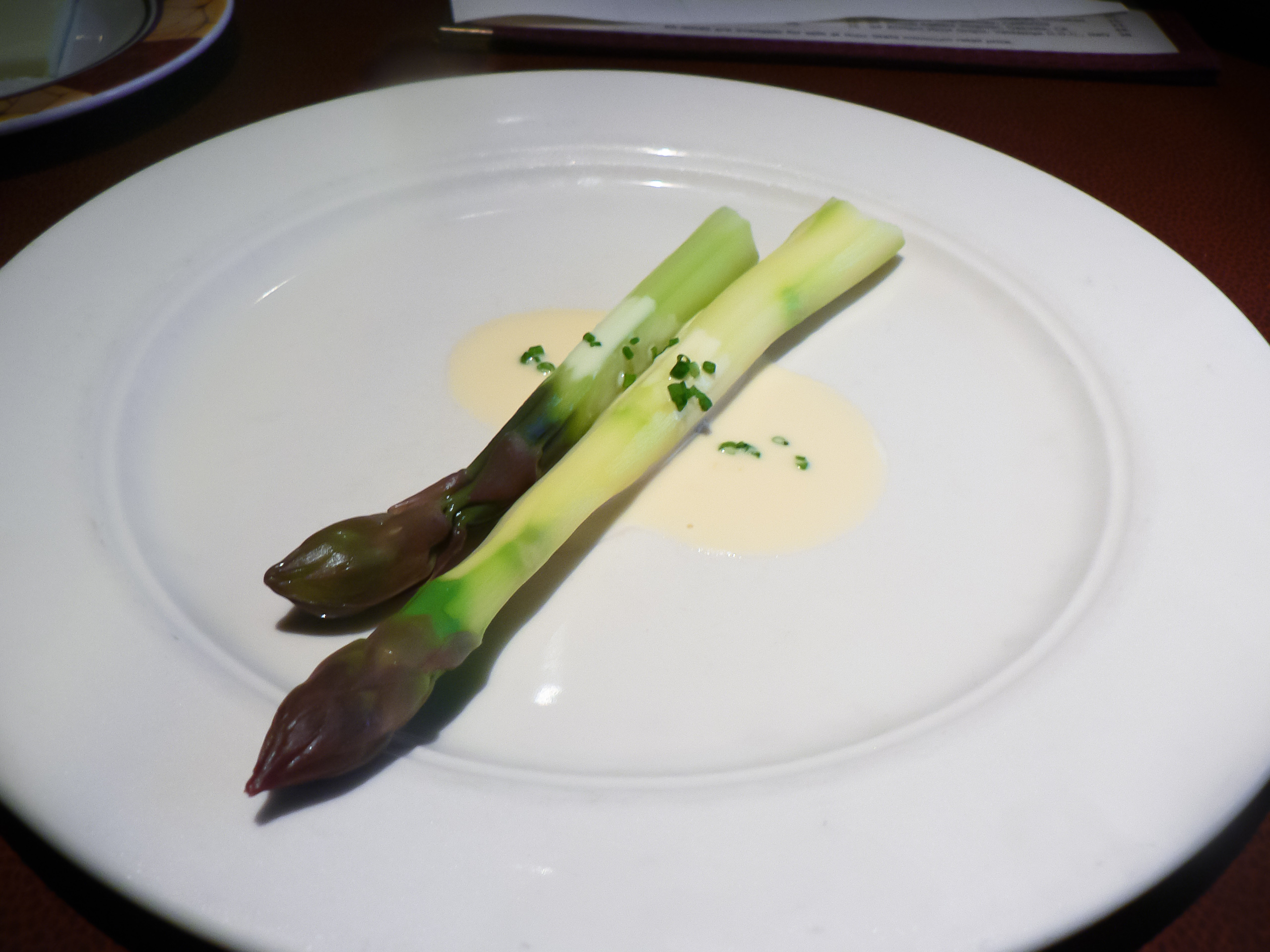
Asperges accompagnées d'une sauce au beurre blanc

Ce premier légume de printemps se déguste avec une anchoïade, une vinaigrette ou une sauce au beurre blanc dans les restaurants. Il entre aussi dans les tourtes, le tian provençal et les pâtés de légumes. Les pointes d'asperges sont servies en omelette.
Guy Savoy signale qu'il sert ce mets avec une sauce Lauris, réalisée à base de mayonnaise, crème épaisse, paprika, vinaigre de xérès, sel fin et poivre,.